# Glenn Heights, Texas
Glenn Heights là một thành phố thuộc quận Dallas, tiểu bang Texas, Hoa Kỳ. Năm 2010, dân số của xã này là 11278 người.

## Dân số
- Dân số năm 2000: 7224 người.
- Dân số năm 2010: 11278 người.